# Agnès de Looz
Agnès de Looz, née en 1150 et décédée en 1191, fut duchesse consort de Bavière, mariée à Othon Ier de Bavière, membre de la dynastie des Wittelsbach.

## Biographie
Agnès est la fille de Louis Ier de Looz et d'Agnès de Metz. En 1157, elle épouse Othon Ier de Bavière, comte palatin puis duc de Bavière. Le couple donne naissance à au moins neuf enfants : 
- Othon VI (1169-1181) ;
- Sophie de Bavière (1170-1238), épouse le landgrave Hermann Ier de Thuringe ;
- Heilika de Bavière (1171-?), épouse en 1184 Dietrich de Wasserburg puis le comte Adelbert III de Dillingen ;
- Agnès de Bavière (1172-1200), épouse le comte Henri de Plain ;
- Louis Ier de Bavière (1173-1231), épouse en 1204 Ludmilla de Bohême ;
- Richardis de Wittelsbach (1173-1231), épouse en 1186 le Otton Ier de Gueldre ;
- Élisabeth de Bavière (1178-?), épouse le comte Berthold II de Vohburg ;
- Mathilde de Bavière (1180-1231), épouse en 1209 le comte Rapoto II d'Ortenburg ;
- Ulrich III.

Elle est l'une des protectrices du poète Hendrik van Veldeke.
Elle fut régente de Bavière de 1183 à 1191 pendant la minorité de son fils, Louis Ier de Bavière. Agnès de Looz était décrite comme une régente puissante, qui a notamment réussi à obtenir l'héritage de son fils.
Elle est inhumée en l'abbaye de Scheyern.